# Kraikitti In-utane
Kraikitti In-utane (thailändisch ไกรกิตติ อินอุเทน, * 1. März 1989 in Chonburi), auch als Do (thailändisch โด้) bekannt, ist ein thailändischer Fußballspieler.

## Karriere

### Verein
Kraikitti In-utane stand von 2008 bis 2012 beim TTM Phichit FC unter Vertrag. Der Verein spielte in der ersten Liga des Landes, der Thai Premier League. Ende 2012 musste der Verein in die zweite Liga absteigen. Nach dem Abstieg verließ er den Klub und schloss sich dem Erstligisten Chonburi FC aus Chonburi an. Hier unterschrieb er einen Zweijahresvertrag. 2013 stand er für Chonburi zweimal in der ersten Liga auf dem Spielfeld. Die Saison 2014 wurde er ausgeliehen. Die Hinserie spielte er beim Ligakonkurrenten Songkhla United FC in Songkhla, die Rückserie stand er für den Chainat Hornbill FC aus Chainat auf dem Spielfeld. Der Zweitligist Trat FC aus Trat nahm ihn Anfang 2015 unter Vertrag. Ende 2015 musste er mit dem Verein den Weg in die Drittklassigkeit antreten. Thai Honda Ladkrabang, ein Zweitligist aus der Hauptstadt Bangkok, verpflichtete ihn 2016. Ende 2016 wurde er mit Thai Honda Meister der zweiten Liga und stieg somit in die erste Liga auf. Nach dem Aufstieg wurde sein Vertrag nicht verlängert. Von Januar 2017 bis April 2018 war er vertrags- und vereinslos. Im Mai 2018 nahm ihn der in der vierten Liga, der Thai League 4, spielende Bankhai United FC unter Vertrag. Mit dem Klub spielte er in der Eastern Region. Ende 2018 wurde er mit Bankhai Meister der Region. Anfang 2019 wurde er vom Zweitligisten Samut Sakhon FC aus Samut Sakhon verpflichtet.

### Nationalmannschaft
Kraikitti In-utane spielte 2007 fünfmal in der thailändischen U19-Nationalmannschaft. Mit dem Team nahm er an der AFF U-20 Youth Championship in Vietnam teil. Hier wurde er Torschützenkönig mit fünf Toren.

## Erfolge
Thai Honda Ladkrabang
- Thai Premier League Division 1: 2016  ▲

Bankhai United FC
- Thai League 4 – East: 2018

## Auszeichnungen
Thailand U19
- AFF U-20 Youth Championship: 2007 – Torschützenkönig mit 5 Toren